# Vere St. Leger Goold
Vere Thomas St. Leger Goold (født 2. oktober 1853 i Waterford, Irland, død 8. september 1909 på Djævleøen, Fransk Guyana) var en irsk tennisspiller. Han endte sit liv ved at begå selvmord i fængsel, hvor han afsonede en dom for mord.
Som ung havde Goold tilsyneladende talent for både boksning og tennis. I 1879 blev han irsk mester i tennis efter at have besejret Charles D. Barry i finalen med 8-6, 8-6. Han stillede derefter op i Wimbledon-mesterskabet og tabte i All Comers-finalen til John Hartley med 6–2, 6–4, 6–2. Efter en periode med sygdom og to nederlag til William Renshaw gik det ned ad bakke for tenniskarrieren, og han forsvandt fra tennisscenen i 1883.
Vere (St. Leger) Goold blev (sammen med sin franske kone) dømt for mordet på den velhavende svenske kvinde Emma Levin i Monte Carlo i 1907. Han døde i 1909 i en alder af 55 år på Djævleøen, det berygtede fængsel i Fransk Guyana, efter at have overlevet blot et år i fængslet.

## Mordet
Vere Goold's liv efter 1883 blev spildt på druk og stoffer. En dag bad et familiemedlem ham om at betale en regning i en kjolemagerbutik ejet af frk. Marie Giraudin i bydelen Bayswater i London. Denne franske kvinde var (ifølge de fleste kilder) ikke smuk men kunne charmere folk efter forgodtbefindende. Det var ikke svært for hende at charmere Goold, som kom fra en fremtrædende irsk familie, og han endte med at gifte sig med hende. Hun havde været gift før, og hun var en kvinde med en meget dyr smag. Tilsyneladende var hun ligeglad med hvorfra pengene kom. Desværre var Vere Goold ikke fra den velhavende del af familien, og der var ikke udsigt til at dette skulle ændre sig. Kjolemagerforretningen var ingen større succes, især fordi fru Goold tilsyneladende lånte penge af mange af sine kunder.
I 1907 overtalte Mrs Goold sin mand til at tage til Monte Carlo for at prøve lykken på et casino. Hun troede, at hun havde fundet et gevinstsystem. De tog deres niece, Isabelle Giraudin, med sig. De anvendte også titlerne "Sir" Vere og "Lady" Goold, som de var berettiget til. Ifølge Charles Kingston virkede systemet ikke, men Leonard Gribbles beretning antyder, at det virkede i mindst et par dage eller en uges tid, men Mr og Mrs Goold blev imidlertid snart blanket af.
Parret mødte en velhavende svensk kvinde, Emma Levin, i casinoet. Hun var enke efter en stockholmsk børsmægler, og havde allerede en snyltende "veninde" ved navn Madame Castellazi, men snart havde hun også Mrs Goold. De to "vedhæng" afskyede hinanden, og havde til sidst en offentlig disput i casinoet. Dette endte i sladderspalterne i Monte Carlo, og Madame Levin besluttede at forlade byen på grund af omtalen.
Herefter er kilderne uenige om det videre forløb. Enten Marie Goold eller Vere Goold havde lånt £ 40 af Madame Levin, og hun ville have tilbagebetalt lånet. Ifølge Kingston indså enken hvor farlig en person Marie Goold var, da hun konfronterede hende med kravet. Gribble antyder, at kravet til Vere Goold om tilbagebetaling gav næring til Marie Goolds plan om at myrde enken med det formål at stjæle hendes penge og smykker. Den 4. august 1907 besøgte Madame Levin deres hotel for at hente sit tilgodehavende, inden hun forlod byen. Derefter blev hun ikke set i live. Madame Castellazi vente på hende på Madame Levins hotel, og da hun ikke var kommet ved midnat, kontaktede hun politiet. Politiet tog til Goold-parrets hotel, men Vere og Marie Goold var rejst mod Marseille, men de havde efterladt Isabelle med en forklaring om at Mr Goold skulle til lægen i Marseille. Der blev fundet blodpletter i suiten og på genstande som f.eks. en hammer og en sav. Endvidere genkendte Madame Castellazi Madame Levins parasol.
I Marseille boede Goold-parret på et hotel, hvorfra de ville rejse til London. De havde efterladt en stor kuffert på jernbanestationen i Marseille, og en af ekspedienterne på stationen ved navn Pons lagde mærke til at den lugtede og at blod lækkede ud af dens bund. Kufferten blev sporet til Goold-parret, og Pons konfronterede dem. Her er kilderne igen uenige om forløbet: Kingston hævder, at han krævede en forklaring på hvorfor kufferten lækkede blod og at de fulgte med til stationen for at åbne den. Gribble hævder at Pons ønskede (og fik) bestikkelse for at tie om sagen. Men enten fortalte Pons sine overordnede og politiet om sin mistanke (Goold-parret hævdede at kufferten var fuld af nyslagtet fjerkræ), eller også snakkede han over sig, og historien om kufferten slap ud. I hvert fald måtte Goold-parret mødes med fransk politi, inden de kunne forlade Marseille. Kufferten blev åbnet, og resterne af Madame Levin blev fundet.
Vere Goold elskede tilsyneladende Marie Goold dybt – han indrømmede, at han var morderen. Men i løbet af retssagen kom styrkeforholdet mellem de to karakterer imidlertid frem. Marie Goold blev dømt til døden, og Vere Goold blev dømt til fængsel på livstid på Djævleøen. Mrs Goolds straf blev imidlertid reduceret til fængsel på livstid på Djævleøen. Det hjalp dem imidlertid ikke meget. Marie Goold døde af tyfus få måneder efter deres ankomst, og Vere Goold begik selvmord inden for et år.